# Liberdade (São Paulo)
Liberdade (リベルダーデ Riberudāde, phát âm tiếng Bồ Đào Nha: [libeɾˈdadʒi], tiếng Bồ Đào Nha có nghĩa là "tự do") là tên một quận thuộc khu Sé của thành phố São Paulo, Brasil. Đây là nơi có cộng đồng người Nhật lớn nhất thế giới bên ngoài nước Nhật và nó tiếp tục phát triển kể từ những năm 1950.

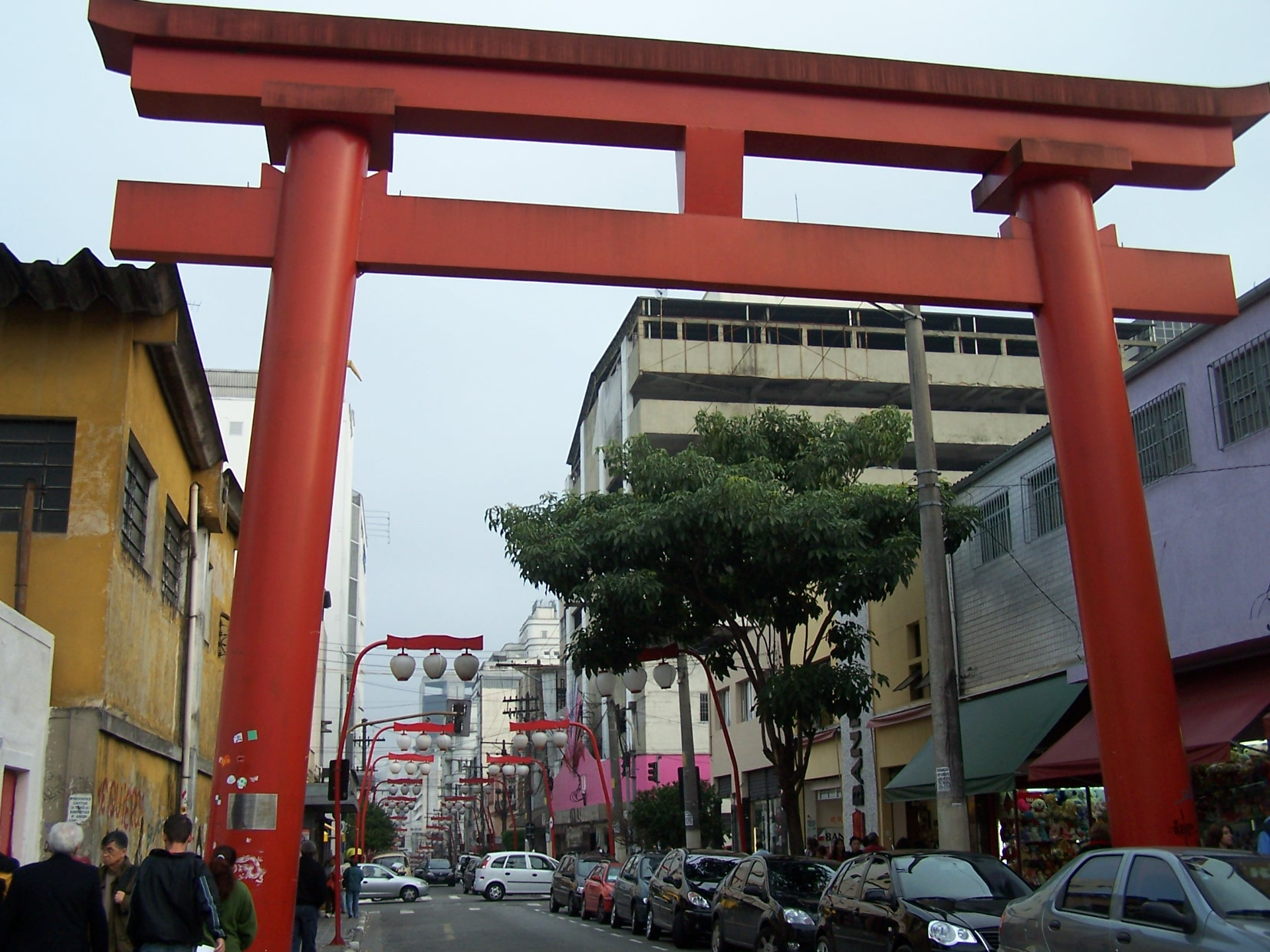
Torii, São Paulo

Liberdade của São Paulo được ví như khu phố Nhật ở nước Mỹ. Cũng có một số lượng lớn người Tàu, người Đài Loan và người Triều Tiên cư trú tại quận Liberdade. Ở đây cũng có các tuyến São Paulo Metro chạy qua.
Lối vào Liberdade được trang trí bởi một chiếc cổng torii cao 9 m (loại cổng này thường xuất hiện tại lối vào đền thờ Thần đạo) từ 1974. Công trình nổi bật nằm trên đường Rua Galvão Bueno này là một biểu tượng đặc biệt của cả vùng lân cận.